# Branka Bešević Gajić
Branka Bešević Gajić (Pančevo, 18. rujna 1982.) nagrađivana je srpska, hrvatska  i crnogorska filmska i televizijska redateljica, dramska i audiovizualna umjetnica, doktorica umjetnosti, kreativna producentica i scenaristica. Članica je Europske filmske akademije sa sjedištem u Berlinu.
Rođena je u Pančevu u Banatu 1982. godine. Hrvatica je i katolkinja.  Završila je diplomske master studije na Fakultetu dramskih umetnosti u Beogradu i doktorirala na Univerzitetu umjetnosti u Beogradu. Doktorski umjetnički rad posvetila je filmskoj režiji u digitalnim medijima te snimila interaktivni film na temu partnerskog nasilja. Aktivna je članica kulturno-umjetničke Zajednice Hrvata "Tin Ujević" u Beogradu. Članica je zbora rimokatoličke crkve Sv. Ante Padovanski u Beogradu.
Kao filmska redateljica ima status samostalnog umjetnika Udruženja filmskih umjetnika Srbije. Ostvarila se kao filmska autorica kako u Hrvatskoj, Srbiji, cijeloj regiji i širom svijeta, gdje je osvajala prestižne nagrade na međunarodnim festivalima za režiju, produkciju i scenarij. Debitirala je igranim filmom Lauš o jednom od najtalentiranijih jugoslavenskih glumaca Žarku Lauševiću. Nakon beogradske premijere u Sava centru film je široko distribuiran u kinima u Hrvatskoj, Srbiji i regiji, praćen festivalskim životom u Americi, Australiji, Južnoj Africi, Rusiji i Kini gdje je osvojio nagrade i priznanja za režiju i umjetnički doprinos te za autoričinu hrabrost.

## Vanjske poveznice
- Osobne stranice Branke Bešević Gajić
- RYL Magazine - Moje srce je u Zagrebu
- Mixer - Branka Bešević Gajić: Držimo se zajedno i možemo se izboriti za prava svih žena u regiji